# They/Them
Pour les articles homonymes, voir They et Them (homonymie).
Pour plus de détails, voir Fiche technique et Distribution.
They/Them est un film américain réalisé par John Logan et sorti en 2022. Il s'agit de la première réalisation du scénariste John Logan.
Produit par Blumhouse Productions, le film est présenté au festival Outfest avant d'être diffusé aux États-Unis sur la plateforme Peacock.

## Synopsis
Plusieurs adolescents sont envoyés par leurs parents dans le camp Whistler, pour y subir une thérapie de conversion visant à les « réorienter » sexuellement. Le camp est dirigé d'une main de fer par Owen Whistler avec ses codes prônant l'hétéronormativité et ses méthodes violentes. Livrés à eux-mêmes, les adolescents vont devoir s'entraider pour survivre.

## Fiche technique
Sauf indication contraire, les informations mentionnées dans cette section peuvent être confirmées par la base de données cinématographiques IMDb,  présente dans la section « Liens externes ».
- Titre original : They/Them
- Réalisation et scénario : John Logan
- Musique : Drum & Lace
- Direction artistique : Willie Blanchard
- Décors : Cece Destefano
- Costumes : Rebecca Gregg
- Photographie : Lyn Moncrief
- Montage : Tad Dennis
- Production : Michael Aguilar et Jason Blum

Producteurs délégués : John Logan, Jon Romano, Scott Turner Schofield et Howard Young
- Société de production : Blumhouse Productions
- Société de distribution : Peacock (États-Unis)
- Budget : n/a
- Pays de production :  États-Unis
- Langue originale : anglais
- Format : couleur
- Genre : horreur (slasher), thriller
- Durée : 90 minutes
- Dates de sortie[2] :
  - États-Unis : 24 juillet 2022 (festival Outfest)
  - États-Unis : 5 août 2022 (sur Peacock)
  - France : 29 mars 2023
- Classification[3] :
  - États-Unis : TV-MA

## Distribution
- Theo Germaine (VF : Benjamin Bollen) : Jordan
- Kevin Bacon (VF : Philippe Vincent) : Owen Whistler
- Carrie Preston (VF : Laurence Bréheret) : Cora
- Anna Chlumsky (VF : Barbara Beretta) : Molly
- Quei Tann (VF : Mélissa Berard) : Alexandra
- Austin Crute : Tobt
- Anna Lore (VF : Alice Orsat) : Kim
- Monique Kim (VF : Victoria Grosbois) : Veronica
- Cooper Koch (VF : Yoann Sover) : Stu
- Darwin del Fabro : Gabriel

 Source et légende : version française (VF) sur RS Doublage

## Production
En avril 2021, il est annoncé que John Logan va écrire et réaliser un film d'horreur intitulé Whistler Camp, pour sa première réalisation. Le film est produit par Jason Blum et Michael Aguilar via Blumhouse Productions. John Logan déclare à propos de son script :

« L'idée de They/Them a germé toute ma vie. Du plus loin que je me souvienne, j'ai toujours adoré les films d'horreur. Je pense que c'est parce que, pour moi, le monstre représentait "l'autre" systématique ostracisé, et en tant qu'enfant gay, je ressentais une très forte affinité pour ces personnages qui étaient différents, proscrits. Je voulais faire un film qui célèbre le fait d'être queer, et qui figure des personnages que je n'ai jamais vus au cinéma en grandissant. »

— John Logan
En septembre 2021, Theo Germaine, Kevin Bacon, Carrie Preston et Anna Chlumsky rejoignent la distribution. Kevin Bacon et Scott Turner Schofield officient également comme producteurs délégués.
Le tournage débute en septembre 2021 près d'Atlanta, sous le faux-titre Rejoice,. Les prises de vues ont notamment lieu à Rutledge.
En octobre 2021, alors qu'il est annoncé que le film sera diffusé sur Peacock, plusieurs actrices et acteurs rejoignent le projet : Quei Tann, Austin Crute, Anna Lore, Monique Kim, Cooper Koch ou encore Darwin del Fabro. Plus tard, le producteur Jason Blum déclare qu'il était attiré par un long métrage sur la thérapie de conversion notamment après avoir produit le documentaire Pray Away (2021). Il a également précisé que l'idée du film avait été entièrement été imaginée par John Logan, qui l'avait écrite dans un script spéculatif.